# وازانته (فیلم)
وازانته (انگلیسی: Vazante) یک فیلم به کارگردانی دانیه‌لا توماش است که در سال ۲۰۱۷ منتشر شد.